# Йоганн Шварц
Йоганн Шварц (нім. Johann Schwarz; нар. 1891, Прага, Австро-Угорщина — пом. 1914) — австрійський футболіст, нападник.
Народився і виріс у Празі. Виступав за місцевий ДФК і німецький «Гамбург». У першому сезоні Віденської футбольної ліги захищав кольори «Вієнни» і став найкращим бомбардиром турніру — 22 голи в 18 матчах. По його завершенні вирішив перейти до складу іншої команди з Відня — «Вінер АФ», але через непорозуміння з колишнім клубом був змушений пропустити наступний сезон.
У складі національної збірної дебютував 7 травня 1911 року. У Відні господарі поля здобули перемогу над збірною Угорщини (3:1). Через чотири місяці грав проти німецької збірної у Дрездені (перемога 2:1). У третьому, і останньому матчі за збірну Австрії відзначився забитим м'ячем у ворота угорців.
В останньому турі першості 1913/14, завдяки «дублям» Адольфа Фішери і Йоганна Шварца, «Вінер АФ» обійшов у турнірній таблиці «Рапід» і здобув єдиний в своїй історії титул чемпіона. Був мобілізований на військову службу і загинув у тому ж році від ворожої кулі.